# Norwegian International Ship Register
Norwegian International Ship Register, (NIS) is een apart Noors schipregister met de bedoeling om te concurreren met goedkope vlaggen (flags of convenience) zoals Panama en Liberia. Het werd voorgesteld door Erling Dekke Næss in 1984 en werd opgericht in Bergen in 1987.

## Aanloop
In de jaren voor de oprichting van het tweede register, verloor het Noorse register veel schepen die waren omgevlagd naar goedkope vlaggen. De belangrijkste doelen van het tweede register waren:
- De scheepvaart onder Noorse vlag houden.
- Het bieden van concurrerende voorwaarden voor de Noorse koopvaardijvloot in de wereldhandel.
- Registratie-voorwaarden die in overeenstemming zijn met de Noorse verplichtingen onder internationale overeenkomsten, zoals de Verenigde Naties, de International Maritime Organization en de Internationale Arbeidsorganisatie.
- Een Noorse vloot houden die meer werkgelegenheid schept dan een vloot onder buitenlandse vlag.
- Het type schepen dat kan registreren beperken.
- De vaargebieden beperken. Schepen onder het tweede register mogen niet op regelmatige basis passagiers en vracht vervoeren tussen Noorse havens.

Het register had in 2002 880 schepen met een totaal van ongeveer 21,2 miljoen brt (39 miljoen DWT).

## Kritiek
Er is in de loop der jaren nogal wat kritiek geweest op landen die tweede registers openden, zoals Noorwegen, Duitsland (GIS) en Denemarken (DIS). Het feit dat onder het tweede register geen eisen worden aan de nationaliteit van de bemanning en de lagere veiligheidseisen dan onder het eerste register zijn hiervoor de belangrijkste oorzaken.